# 절세호브라
절세호브라(絶世好BRA, La Brassiere)는 홍콩에서 제작된 진경가, 양백견 감독의 2001년 영화이다. 고천락 등이 주연으로 출연하였고 진경가 등이 제작에 참여하였다.

## 출연

### 주연
- 고천락
- 유청운
- 양영기
- 유가령
- 이산산
- 아오야마 치카코
- 히구치 아스카
- G.C. 고비
- 로즈마리 밴데브룩

## 제작진
- 프로듀서: 향화강
- 프로듀서: 진명영
- 미술: 풍계휘
- 제편: 황립덕